# Наука в Древней Греции

## Образование
Греческая система образования начала складываться ещё в архаическую эпоху Древней Греции и своей вершины достигла в VI в. до н. э., прежде всего в Афинах. Уже в V в. до н. э. в Афинах среди свободных афинян не было неграмотных людей. Обучение начинали примерно с двенадцати лет, к обучению допускались только мальчики, а девочек обучали их родственники домашнему хозяйству, мальчики учились писать, читать, считать; также преподавалась музыка, танцы, гимнастика — такие школы назывались палестрами. Затем по достижении восемнадцатилетнего возраста все юноши, или эфебы, как их называли, собирались со всей Аттики под городом Пирей, где в течение года под руководством специальных учителей обучались фехтованию, стрельбе из лука, метанию копья, обращению с осадными орудиями и так далее; в течение следующего года они несли военную службу на границе, после чего становились полноправными гражданами.
Кроме этого существовали учебные заведения более высокого уровня — гимнасий. В них преподавался цикл наук — грамматика, арифметика, риторика и теория музыки, к которым в ряде случаев добавлялись диалектика, геометрия и астрономия (астрология); на более высоком уровне, чем в элементарных школах, велись занятия по гимнастике.
Основными дисциплинами были грамматика и риторика; грамматика включала в себя уроки литературы, где изучали тексты величайших авторов, таких, как Гомер, Еврипид, Демосфен и Менандр; в курс риторики входили теория красноречия, заучивание риторических примеров и декламация (практические упражнения).
В IV в. до н. э. в Афинах возникает и высшее образование. Знаменитые философы за плату обучали желающих (в форме лекций или бесед) искусству красноречия, логике и истории философии.
Совершенно иначе строилось образование в Спарте. Юных спартанцев обучали письму, счёту, пению, игре на музыкальных инструментах, военному делу.
Вообще, мнение о зарождении науки в Древней Греции спорно. Скорее можно говорить о появлении рационального мышления в виде философии и преднауке.

## Ученые и философы Древней Греции

### Сократ
Сократ (др.-греч. Σωκράτης, ок. 469 г. до н. э., Афины — 399 г. до н. э., там же) — один из родоначальников диалектики как метода поиска и познания истины. Главный принцип — «Познай самого себя и ты познаешь весь мир», то есть убеждение в том, что самопознание — путь к постижению истинного блага. В этике добродетель равна знанию, следовательно, разум толкает человека на добрые поступки. Человек знающий не станет поступать дурно. Сократ излагал своё учение устно, передавая знания в виде диалогов своим ученикам, из сочинений которых мы и узнали о Сократе.
Создав «сократический» метод ведения спора, Сократ утверждал, что истина рождается только в споре, в котором мудрец при помощи ряда наводящих вопросов заставляет своих противников признать сначала неправильность собственных позиций, а затем справедливость взглядов их оппонента. Мудрец, по мнению Сократа, приходит к истине путём самопознания, а затем познания объективно существующего духа, объективно существующей истины. Важнейшее значение в общеполитических взглядах Сократа занимала идея профессионального знания, из которой делались выводы, что человек, не занимающийся политической деятельностью профессионально, не имеет права на суждение о ней. Это было вызовом основным принципам афинской демократии.

### Платон
Учение Платона (др.-греч. Πλάτων, 428 или 427 до н. э., Афины — 348 или 347 до н. э., там же) — первая классическая форма объективного идеализма. Идеи (среди них высшая — идея блага) — вечные и неизменные прообразы вещей, всего приходящего и изменчивого бытия. Вещи — подобие и отражение идей. Эти положения изложены в сочинениях Платона «Пир», «Федр», «Государство» и др. В диалогах Платона мы находим многогранную характеристику прекрасного. При ответе на вопрос: «Что есть прекрасное?» он пытался охарактеризовать саму сущность красоты. В конечном счёте, красота для Платона есть эстетически своеобразная идея. Познать её человек может, только находясь в состоянии особого вдохновения. Концепция красоты у Платона идеалистична. Рациональна в его учении мысль о специфичности эстетического переживания. Платон выделял математику как ключ к познанию всех вещей, но, в отличие от Архимеда, практически ею не интересовался.

### Аристотель
Ученик Платона — Аристотель (др.-греч. Ἀριστοτέλης; 384 до н. э., Стагира, Фракия — 322 до н. э., Халкида, остров Эвбея), был воспитателем Александра Македонского. Он является основоположником научной философии, логики, учения об основных принципах бытия (возможности и осуществления, форме и материи, причине и цели). Основные области его интересов — человек, этика, политика, искусство. Аристотель — автор книг «Метафизика», «Физика», «О душе», «Поэтика». В отличие от Платона для Аристотеля прекрасное не объективная идея, а объективное качество вещей. Величина, пропорции, порядок, симметрия — свойства прекрасного.
Красота, по Аристотелю, заключена в математических пропорциях вещей, поэтому для её постижения следует заниматься математикой. Аристотель выдвинул принцип соразмерности человека и прекрасного предмета. Красота у Аристотеля выступает как мера, а мерой всего является сам человек. В сравнении с ним прекрасный предмет не должен быть «чрезмерным». В этих рассуждениях Аристотеля о подлинно прекрасном содержится тот же гуманистический принцип, который выражен и в самом античном искусстве. Философия отвечала потребности человеческой ориентации человека, порвавшего с традиционными ценностями и обратившегося к разуму как к способу уяснения проблем.

### Пифагор
В математике выделяется фигура Пифагора (др.-греч. Πυθαγόρας ὁ Σάμιος, лат. Pythagoras; 570—490 гг. до н. э.), создавшего таблицу умножения и теорему, носящую его имя, изучавшего свойства целых чисел и пропорций. Пифагорейцы развивали учение о «гармонии сфер». Для них мир — это стройный космос. Они связывают понятие прекрасного не только всеобщей картиной мира, но и в соответствии с морально-религиозной направленностью своей философии с понятием блага. Разрабатывая вопросы музыкальной акустики, пифагорейцы поставили проблему соотношения тонов и попытались дать его математическое выражение: отношение октавы к основному тону равно 1:2, квинты — 2:3, кварты — 3:4 и т. д. Отсюда следует вывод, что красота гармонична.
Там, где основные противоположности находятся в «соразмерной смеси», там содержится благо, здоровье человека. Равное и непротиворечивое в гармонии не нуждается. Гармония выступает там, где есть неравенство, единство и взаимодополнение многообразного. Музыкальная гармония — частный случай гармонии мировой, её звуковое выражение. «Всё небо — гармония и число», планеты окружены воздухом и прикреплены к прозрачным сферам. Интервалы между сферами строго гармонически соотносятся между Собой как интервалы тонов музыкальной октавы. От этих представлений пифагорейцев и пошло выражение «Музыка Сфер». Планеты движутся, издавая звуки, и высота звука зависит от скорости их движения. Однако наше ухо не способно уловить мировую гармонию сфер. Эти представления пифагорейцев важны как свидетельство их уверенности в том, что Вселенная гармонична.

### Демокрит
Демокрит (Δημόκριτος; ок. 460 до н. э., Абдеры — ок. 370 до н. э.), открывший существование атомов, тоже уделял внимание поискам ответа на вопрос: «Что есть красота?» У него эстетика прекрасного сочеталась его этическими взглядами и с принципом утилитаризма. Он считал, что человек должен стремиться к блаженству и благодушию. По его мнению, «не следует стремиться ко всякому наслаждению, но только к такому, которое связано с прекрасным». В определения красоты Демокрит подчёркивает такое свойство, как мера, соразмерность. Тому, кто их преступает, «самое приятное может стать неприятным».

### Гераклит
У Гераклита (др.-греч. Ἡράκλειτος ὁ Ἐφέσιος, 544—483 гг. до н. э) понимание красоты пронизано диалектикой. Для него гармония не статичное равновесие, как для пифагорейцев, а движущееся, динамичное состояние. Противоречие — созидатель гармонии и условие существования прекрасного: расходящееся сходится, и прекраснейшее согласие происходит из противоположности, и всё происходит в силу раздора. В этом единстве борющихся противоположностей Гераклит видит образец гармонии и сущность прекрасного. Впервые Гераклит поставил вопрос о характере восприятия прекрасного: оно непостижимо с помощью вычисления или отвлечённого мышления, оно познается интуитивно, путём созерцания.

### Гиппократ
Известны труды Гиппократа (др.-греч. Ἱπποκράτης, лат. Hippocrates, около 460 года до н. э., остров Кос — между 377 и 356 годами до н. э., Ларисса) в области медицины и этики. Он — основатель научной медицины, автор учения о целостности организма человека, теории индивидуального подхода к больному, традиции ведения истории болезни, трудов по врачебной этике, в которых особое внимание обращал на высокий моральный облик врача, автор знаменитой профессиональной клятвы, которую дают все, получающие врачебный диплом. До наших дней дошло его бессмертное правило для врачей: не навреди пациенту.
С медициной Гиппократа завершился переход от религиозно-мистических представлений о всех процессах, связанных со здоровьем и болезнями человека, к начатому ионийскими натурфилософами их рациональному объяснению. Медицина жрецов сменилась медициной врачей, основанной на точных наблюдениях. Врачи школы Гиппократа также были философами.

### Архимед
Архимед (Ἀρχιμήδης; 287 до н. э. — 212 до н. э.) был древнегреческим математиком, физиком и инженером. Наибольшую известность принёс Архимеду открытый им закон, согласно которому на тело в жидкости воздействует выталкивающая сила, равная весу вытесняемой жидкости.
Для измерения длины кривых и для определения площадей и объёмов тел Архимед применял геометрию. Он разработал различные конструкции, к примеру водоподъёмный винт. Принцип Архимедова винта используется и до сих пор. В частности, его применяют для откачки воды из судов, получивших пробоину.